# 惠泽水库
惠泽水库是位于四川省宜宾市高县蕉村镇石盘村的一座中型水利工程，地处南广河二级支流蕉村河下游两河口处。该水库以灌溉为主，兼具防洪、供水、发电等综合功能。

## 工程概况
惠泽水库于2001年10月开工建设，2006年5月下闸蓄水，2019年11月通过四川省水利厅组织的竣工验收。水库总库容2085万立方米，调节库容1497万立方米，设计灌溉面积6.41万亩。枢纽工程包括大坝、溢洪道、放水设施等，坝高60.20米，坝长235米，历经汶川地震、长宁地震等自然灾害考验，运行稳定。

### 功能与效益
- 供水：作为高县县城及周边罗场镇、嘉乐镇、落润镇等地的饮用水源地，惠泽水库解决了约18万居民的生产生活用水问题[5][6]。2023年，该水库被纳入《四川省省级重要饮用水水源地名录》[7]。
- 灌溉与防洪：有效缓解了蕉村镇及下游区域的旱涝灾害，支撑了当地农业经济（如羊田乡的茶叶、粉条产业）[8]。
- 发电：配套建设了水力发电设施，年发电量未公开披露。
- 旅游：库区风光秀丽，被规划为“水上乐园”，开发了坝口区、湖心岛等休闲板块[4]。

### 水质监测
惠泽水库是高县中心城区主要饮用水源地之一，2024年7月取水量66.26万吨，水质达标率100%。监测项目包括《地表水环境质量标准》（GB 3838-2002）表1基本项目（23项，COD除外）、表2补充项目（5项），以及叶绿素a、透明度等指标。

### 管理范围
2020年，高县水利局划定了惠泽水库的管理和保护范围：
- 管理范围：校核洪水位480.76米高程以下，坝两端向左右延伸50米，上游从坝脚线向上游延伸50米，下游从背水侧坝脚线向下游延伸50米[3]。
- 保护措施：禁止在管理范围内建设妨碍行洪的建筑物、非法采砂等活动，违者依法处理[3]。

### 管理争议
2009年，高县水务局局长喻专华等人因在惠泽水库业主单位违规领取加班工资被纪委查处并退款。